# 304
304 (CCCIV na numeração romana) foi um ano bissexto do século V do Calendário Juliano, da Era de Cristo, teve início a um sábado e terminou a um domingo, as suas letras dominicais foram B e A (52 semanas)
| Ano completo                      |
| --------------------------------- |
| Ano bissexto com início ao sábado |

## Eventos
- A principal invasão das tribos Wu Hu na China; o Huno Liu Yuan funda o reino Han, começando a era dos Dezasseis Reinos na China.
- Fincormaco torna-se rei da Escócia.
- Diocleciano contrai uma doença fatal.

## Mortes
- Santa Doroteia, virgem e santa da Igreja (martirizada)
- Santa Inês, santa cristã (martirizada)
- Adriano de Nicomédia, santo cristão (ou em 303 ou 306) (martirizado)[1]
- Papa Marcelino a 25 de Outubro (martirizado)
- Santo Albano, mártir cristão (possivelmente, ou, então, em 309)
- Santa Lúcia de Siracusa, santa cristã (martirizada)
- Santa Afra, santa cristã, com as suas companheiras (martirizada)
- São Vicente, mártir da Ibéria na perseguição de Diocleciano (ou 303)